# Duk-Koo Kim
Deuk-Gu Kim (en coreano: 김득구; Gangwon, 8 de enero de 1955-Paradise, Nevada; 18 de noviembre de 1982) fue un boxeador profesional surcoreano.
Falleció producto de las lesiones de su pelea por el título mundial de los pesos ligeros cuatro días después. Debido a su deceso, el Consejo Mundial de Boxeo cambió el número de asaltos bajándolo de 15 a 12, cantidad actual.

## Biografía
Fue el menor de cinco hermanos y su padre murió cuando Duk-Koo tenía dos años. Creció en la pobreza y debió trabajar desde lustra-botas a guía turístico. Empezó a practicar boxeo con 21 años en 1976.

### Fallecimiento
Finalizado el combate contra Ray Mancini cayó en coma siendo internado de urgencia en el Hospital Desert Springs donde falleció cuatro días después.

## Carrera
Luego de obtener un récord de 29-4 se convirtió en profesional con 23 años en 1978. Su marca de 12 victorias (6 KOs), una derrota y un empate lo llevaron a combatir por el título continental.
El 28 de febrero de 1978 ganó por decisión unánime a su compatriota Kwang-Min Kim y obtuvo el título de Oriente y el Pacífico de los pesos ligeros de la Federación Internacional de Boxeo.
Defendió este logro en cuatro ocasiones lo que le abrió las puertas a Estados Unidos y retar al campeón mundial. Kim nunca había peleado fuera de Asia ni se había enfrentado a un occidental.

### Mancini vs Kim
El 13 de noviembre de 1982 peleó el combate más importante de su carrera, se enfrentó a Ray Mancini en el Caesars Palace de Las Vegas por el campeonato mundial que se encontraba en manos del estadounidense.
Kim golpeó fuertemente a Mancini todo el combate; le produjo un corte en su oreja izquierda y el campeón solo contraataco, pero Mancini comenzó a controlar la pelea desde el round 11 cuando hizo tambalear al surcoreano, el asalto 13 fue el más brutal; conectó 39 golpes y Kim le cerró el ojo izquierdo. Finalmente el estadounidense ganó por KO en el round 14.